# Trophée Guy-Lafleur
Le trophée Guy-Lafleur récompense chaque année, le joueur de hockey sur glace de la  Ligue de hockey junior Maritimes Québec (LHJMQ) le plus utile des séries éliminatoires.
Le trophée porte le nom de  Guy Lafleur, ancienne gloire de la LHJMQ et de la Ligue nationale de hockey.

## Lauréats du trophée
Les joueurs ci-dessous ont remporté le trophée ,:
- 1977-1978 : Richard David, Draveurs de Trois-Rivières
- 1978-1979 : Jean-François Sauvé, Draveurs de Trois-Rivières
- 1979-1980 : Dale Hawerchuk, Royals de Cornwall
- 1980-1981 : Alain Lemieux, Draveurs de Trois-Rivières
- 1981-1982 : Michel Morissette, Castors de Sherbrooke
- 1982-1983 : Pat Lafontaine, Junior de Verdun
- 1983-1984 : Mario Lemieux, Voisins de Laval
- 1984-1985 : Claude Lemieux, Canadiens junior de Verdun
- 1985-1986 : Sylvain Côté, et Luc Robitaille, Olympiques de Hull
- 1986-1987 : Marc Saumier, Chevaliers de Longueuil
- 1987-1988 : Marc Saumier, Olympiques de Hull
- 1988-1989 : Donald Audette, Titan de Laval
- 1989-1990 : Denis Chalifoux, Titan de Laval
- 1990-1991 : Félix Potvin, Saguenéens de Chicoutimi
- 1991-1992 : Robert Guillet, Collège français de Verdun
- 1992-1993 : Emmanuel Fernandez, Titan de Laval
- 1993-1994 : Éric Fichaud, Saguenéens de Chicoutimi
- 1994-1995 : José Théodore, Olympiques de Hull
- 1995-1996 : Jason Doig, Prédateurs de Granby
- 1996-1997 : Christian Bronsard, Olympiques de Hull
- 1997-1998 : Jean-Pierre Dumont, Foreurs de Val-d'Or
- 1998-1999 : Mathieu Benoît, Titan d'Acadie-Bathurst
- 1999-2000 : Brad Richards, Océanic de Rimouski
- 2000-2001 : Simon Gamache, Foreurs de Val-d'Or
- 2001-2002 : Danny Groulx, Tigres de Victoriaville
- 2002-2003 : Maxime Talbot, Olympiques de Hull
- 2003-2004 : Maxime Talbot, Olympiques de Gatineau
- 2004-2005 : Sidney Crosby, Océanic de Rimouski
- 2005-2006 : Mārtiņš Karsums, Wildcats de Moncton
- 2006-2007 : Jonathan Bernier, Maineiacs de Lewiston
- 2007-2008 : Claude Giroux, Olympiques de Gatineau
- 2008-2009 : Yannick Riendeau, Voltigeurs de Drummondville
- 2009-2010 : Gabriel Bourque, Wildcats de Moncton
- 2010-2011 : Jonathan Huberdeau, Sea Dogs de Saint-Jean
- 2011-2012 : Charlie Coyle, Sea Dogs de Saint-Jean
- 2012-2013 : Jonathan Drouin, Mooseheads d'Halifax
- 2013-2014 : Antoine Bibeau, Foreurs de Val-d'Or
- 2014-2015 : Adam Erne, Remparts de Québec
- 2015-2016 : Francis Perron, Huskies de Rouyn-Noranda
- 2016-2017 : Thomas Chabot, Sea Dogs de Saint-Jean
- 2017-2018 : Jeffrey Truchon-Viel, Titan d'Acadie-Bathurst
- 2018-2019 : Noah Dobson, Huskies de Rouyn-Noranda
- 2019-2020 : Non délivré à cause de la pandémie de Covid-19
- 2020-2021 : Benjamin Tardif, Tigres de Victoriaville
- 2021-2022 : Mavrik Bourque, Cataractes de Shawinigan
- 2022-2023 : James Malatesta, Remparts de Québec
- 2023-2024 : Vsevolod Komarov, Voltigeurs de Drummondville
- 2024-2025 : Caleb Desnoyers, Wildcats de Moncton